# 互生红景天
互生红景天（学名：Rhodiola alterna）为景天科红景天属的植物，是中国的特有植物。分布在中国大陆的西藏等地，生长于海拔3,800米至4,600米的地区，一般生长在林缘、林内、河边阳坡灌丛中岩缝中以及苔藓上，目前尚未由人工引种栽培。